# Вотская
Вотская — река в России, протекает в Орловском и Котельничском районах Кировской области. Устье реки находится в 22 км по правому берегу протоки Старая Вятка, боковой протоки Вятки. Длина реки составляет 13 км.
Исток реки севернее нежилых деревень Пески и Торощины в 4 км западнее центра города Орлов. Река течёт на юго-запад, приток — Клыковка (правый). Всё течение лежит в Орловском районе, за исключением низовий, относящихся к Котельничскому. В нижнем течении река входит в обширное Чижково болото, где теряет русло и распадается на сеть мелиоративных канав; причём эта сеть соединена как с протокой Старая Вятка, так и с нижнем течением Моломы, так что можно считать реку притоком и Вятки и Моломы. По данным водного реестра Вотская впадает в Старую Вятку.

## Данные водного реестра
По данным государственного водного реестра России относится к Камскому бассейновому округу, водохозяйственный участок реки — Вятка от города Киров до города Котельнич, речной подбассейн реки — Вятка. Речной бассейн реки — Кама.
Код объекта в государственном водном реестре — 10010300312111100034969.